# Sarah Blau

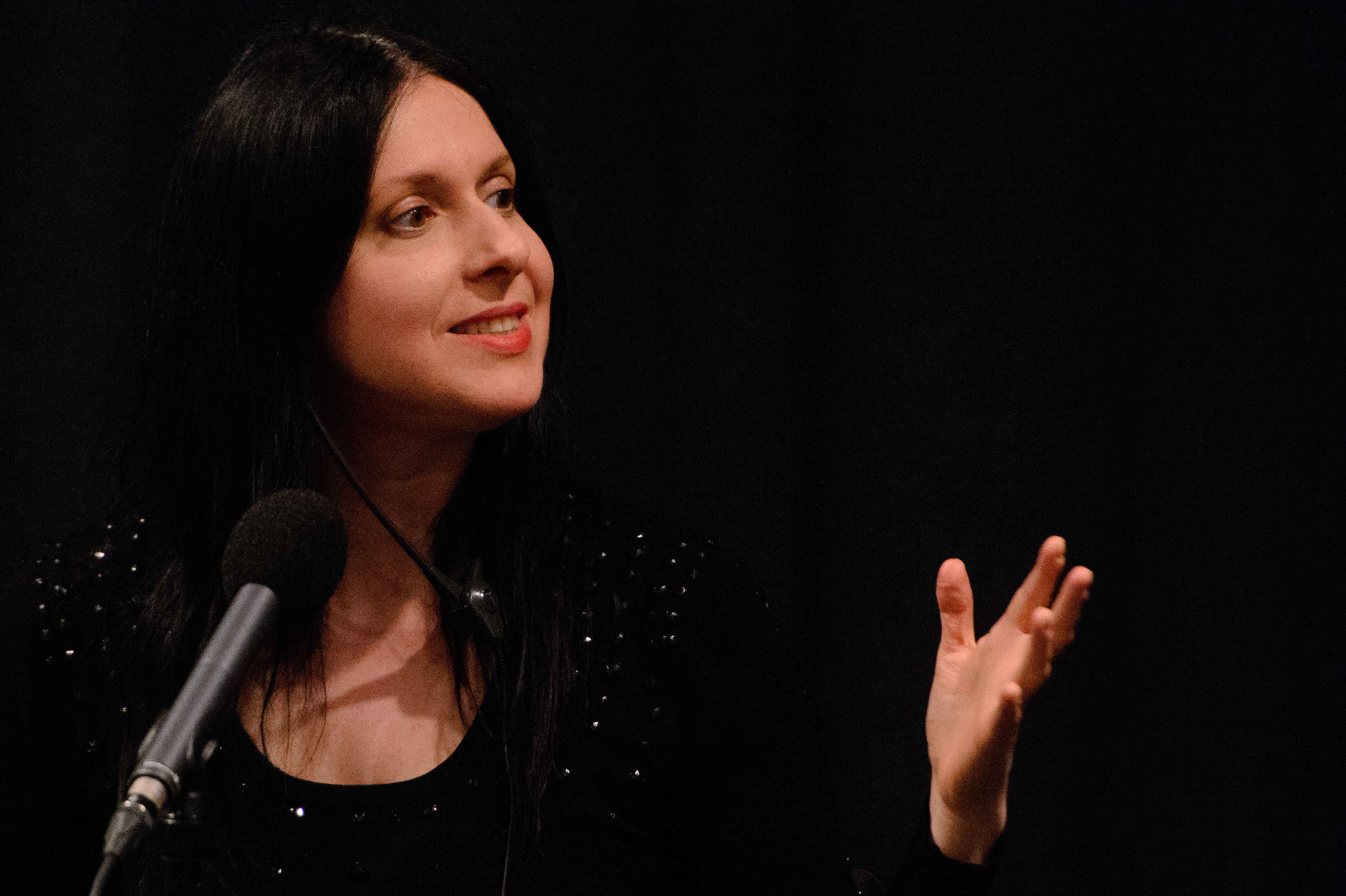
Sarah Blau, 2014

Sarah Blau (hebräisch שהרה בלאו, geboren 17. Mai 1973 in Bnei Brak) ist eine israelische Schriftstellerin. 

## Leben
Sarah Blau wuchs in einer religiösen Familie in einem ultraorthodoxen jüdischen Umfeld (Charedim) in Bnei Brak auf. Ihre Großeltern mütterlicherseits waren im Konzentrationslager Auschwitz inhaftiert, ihr Großvater väterlicherseits wurde im Konzentrationslager Buchenwald ermordet. Anstatt zu heiraten und Kinder zu bekommen, studierte Blau Geschichte und Psychologie (B.A.) an der Bar-Ilan-Universität. Auch wenn sie sich in der Religion verankert sieht und die Gebote achtet, führt sie offenes Leben, auch ohne die Bekleidungsvorschriften sklavisch zu befolgen. Nach dem Besuch der Schule leistete sie Zivildienst am Institut für Holocaust Studien der Universität Haifa und arbeitete dort nach dem Studium für viele Jahre als Dozentin. 
Blau hat verschiedene Beiträge für Fernsehen und Zeitungen über die Rolle des Feminismus in der orthodoxen jüdischen Gesellschaft geschrieben. Blau hat bislang zwei Romane veröffentlicht, die der Übersetzung ins Englische und Deutsche harren. In ihrem ersten Roman verkehrt sie die traditionell nebengeordnete Rolle der Frau im Golem-Mythos und weist ihr die Hauptrolle zu.
Im Jahr 1999 begann sie mit ihren Freunden den offiziellen Holocaust-Gedenktag Jom haScho’a auf eine eigene Weise zu gestalten, was Widerspruch und Interesse in der israelischen Gesellschaft auslöste: jedes Jahr sprechen auf einer alternativen Veranstaltung zehn junge Menschen jeweils über einen Gedanken zum Holocaust und die Zeit seither. 2012 traten neben ihr der Schauspieler Amir Orion, die Sängerin Sheila Farber und die Tänzerin Smadar Yaaron im Tmoona Theater auf.

## Werke
- Yetzer Lev Ha-Adama. Roman, Zmora-Bitan, 2007 [Buch der Schöpfung]
- Neʹarot Le-Mofet. Roman, Zmora-Bitan, 2012 [Diese wohlerzogenen Mädchen][5]